# Język wachański
Język wachański (wakhi, wachi, wachni) – język z grupy języków pamirskich, spotykany wzdłuż górnego biegu rzeki Piandż (dawniej nazywanej Wachsz), w północno-wschodnim Afganistanie, na terytorium zwanym Wachanem. Posługują się nim również mieszkańcy przyległego pogranicza Tadżykistanu, Chin i Pakistanu.
Według Ethnologue (wyd. 22, 2019) posługuje się nim 58 tys. osób. W 2007 r. oszacowano, że ma ok. 7 tys. użytkowników.
W Afganistanie jest zapisywany pismem arabskim. W Tadżykistanie używa się cyrylicy. W Pakistanie wprowadzono alfabet łaciński, ale jego użycie nie jest dobrze zakorzenione.
Uchodzi za zagrożony wymarciem. W zależności od kraju w użyciu są również języki dari, tadżycki, urdu i mandaryński.